# Magnus Liljedahl
Magnus Liljedahl (Gotemburgo, Suecia, 6 de marzo de 1954) es un deportista sueco-estadounidense que compitió en vela en la clase Star. 
Participó en los Juegos Olímpicos de Sídney 2000, obteniendo una medalla de oro en la clase Star (junto con Mark Reynolds).
Ganó tres medallas en el Campeonato Mundial de Star entre los años 1997 y 2000, y cuatro medallas en el Campeonato Europeo de Star entre los años 1997 y 2001.
En 2000 fue nombrado Regatista Mundial del Año por la Federación Internacional de Vela junto con su compañero de la clase Star, Mark Reynolds.

## Palmarés internacional
| \| Representando a Estados Unidos \| \| \| \| \| Juegos Olímpicos \| \| \| \| \| Año \| Lugar \| Medalla \| Clase \| \| 2000 \| Sídney (Australia) \| Medalla de oro \| Star \| \| Campeonato Mundial \| \| \| \| \| Año \| Lugar \| Medalla \| Clase \| \| 1997 \| Marblehead (Estados Unidos) \| Medalla de plata \| Star \| \| 1999 \| Punta Ala (Italia) \| Medalla de bronce \| Star \| \| 2000 \| Annapolis (Estados Unidos) \| Medalla de oro \| Star \| \| Campeonato Europeo[n 1] \| \| \| \| \| Año \| Lugar \| Medalla \| Clase \| \| 1997 \| Varberg (Suecia) \| Medalla de oro \| Star \| \| 1998 \| Kiel (Alemania) \| Medalla de oro \| Star \| \| 1999 \| Helsinki (Finlandia) \| Medalla de bronce \| Star \| \| Representando a Suecia \| \| \| \| \| Campeonato Europeo \| \| \| \| \| Año \| Lugar \| Medalla \| Clase \| \| 2001 \| Skødstrup (Dinamarca) \| Medalla de oro \| Star \| |                             |                   |       |
| Representando a Estados Unidos |                             |                   |       |
| Juegos Olímpicos |                             |                   |       |
| Año | Lugar                       | Medalla           | Clase |
| 2000 | Sídney (Australia)          | Medalla de oro    | Star  |
| Campeonato Mundial |                             |                   |       |
| Año | Lugar                       | Medalla           | Clase |
| 1997 | Marblehead (Estados Unidos) | Medalla de plata  | Star  |
| 1999 | Punta Ala (Italia)          | Medalla de bronce | Star  |
| 2000 | Annapolis (Estados Unidos)  | Medalla de oro    | Star  |
| Campeonato Europeo |                             |                   |       |
| Año | Lugar                       | Medalla           | Clase |
| 1997 | Varberg (Suecia)            | Medalla de oro    | Star  |
| 1998 | Kiel (Alemania)             | Medalla de oro    | Star  |
| 1999 | Helsinki (Finlandia)        | Medalla de bronce | Star  |
| Representando a Suecia |                             |                   |       |
| Campeonato Europeo |                             |                   |       |
| Año | Lugar                       | Medalla           | Clase |
| 2001 | Skødstrup (Dinamarca)       | Medalla de oro    | Star  |

1. ↑  En algunas ediciones del Campeonato Europeo se permitió la participación de regatistas de otros continentes.